# Dasypolia fraterna
Dasypolia fraterna är en fjärilsart som beskrevs av Bang-haas 1912. Dasypolia fraterna ingår i släktet Dasypolia och familjen nattflyn. Inga underarter finns listade i Catalogue of Life.